# Terri Runnels
Terri Lynne Boatright Runnels, conosciuta come Terri Runnels (Live Oak, 5 ottobre 1966), è un'ex wrestler e manager di wrestling statunitense.
È conosciuta per i suoi trascorsi nella World Championship Wrestling e nella World Wrestling Federation.

## Carriera

### NWA World Championship Wrestling (1988–1991)
La Runnels era un'artista di make-up per la CNN dal 1985 al 1991, dove lavorò nella Larry King's make-up. Nei fine settimana, fece make-up per i wrestler della Jim Crockett Promotions (JCP). Quando la compagnia venne acquistata da Ted Turner nel 1988, la federazione fu rinominata World Championship Wrestling (WCW) e la Runnels si trasferì ad Atlanta, dove continuò a fare il make-up per qualche wrestler. Il booker Ole Anderson le chiese di entrare a far parte del roster nel ruolo di manager. La Runnels fece il suo debuttò nel 1990 con il nome di Alexandra York, una commercialista che portava con sé un computer portatile la quale guidò una stable conosciuta con il nome di York Foundation e rimase in WCW per due anni. Il personaggio della York fu un'idea di Tony Schiavone, commentatore della WCW.

### World Wrestling Federation/Entertainment (1996–2004)

#### Manager di Goldust (1996–1997)
La Runnels compì il suo debutto nella World Wrestling Federation il 21 gennaio 1996 alla Royal Rumble 1996 con il nome di Marlena nel ruolo della manager di Goldust (suo marito nella vita reale), con la gimmick di una seduttiva e misteriosa fumatrice ispirata a Marlene Dietrich. Durante la rivalità tra Goldust e Triple H per l'Intercontinental Championship, il 16 febbraio 1997 a In Your House 13: Final Four fu strangolata da Chyna, che era presente tra il pubblico. Goldust iniziò poi una rivalità con Brian Pillman per contendersi Marlena. Pillman sconfisse Goldust a Ground Zero: In Your House e Marlena divenne la sua assistente per 30 giorni. Tuttavia, la rivalità si concluse anzitempo a causa della morte di Pillman. I piani originali prevedevano un matrimonio nel quale Marlena avrebbe tradito Goldust con Pillman. Dopo aver interrotto l'alleanza con Marlena, Goldust si alleò con Luna Vachon.

#### Pretty Mean Sisters (1998–1999)
La Runnels tornò nel 1998 utilizzando il suo vero nome, interpretando il ruolo della fidanzata di Val Venis. Quando annunciò di essere incinta di Venis, quest'ultimo la lasciò e la Runnels si alleò con Jacqueline formando le Pretty Mean Sisters (P.M.S.). In seguito formarono un'alleanza con D'Lo Brown e Mark Henry accompagnandoli nel loro match contro Venis e The Godfather a Rock Bottom: In Your House. Nel gennaio 1999, la Runnels affermò di aver avuto un aborto in seguito a una caduta a bordo ring causata da Brown (keyfabe). Nelle settimane successive, Brown scoprì che la Runnels non era mai stata incinta. Nel mese di maggio, le P.M.S. si allearono con Meat, che la Runnels controllò usando il sesso. Tuttavia nel mese di luglio, l'alleanza con Meat si sciolse quando Jacqueline divenne gelosa delle attenzioni che la Runnels rivolgeva a Meat.

#### Varie faide (1999–2001)
Verso la fine del 1999, la Runnels istituì il "Terri Invitational Tournament" tra gli Hardy Boyz ed Edge e Christian, nel quale il team vincente avrebbe ottenuto i suoi servizi manageriali e 100.000 dollari, vinto dagli Hardy Boyz in un ladder match a No Mercy. Nei mesi successivi, fece da manager agli Hardy Boyz fino a quando subì un infortunio dopo aver subito una powerbomb su un tavolo da Bubba Ray Dudley. La Runnels tornò il 27 febbraio a No Way Out distraendo gli Hardy Boyz durante un loro match. La Runnels divenne poi la manager di Edge e Christian, in una storyline in cui i piani originali prevedevano che Edge e Christian avrebbero lottato in competizione singola. Tuttavia, la storyline venne riscritta e in una puntata di SmackDown!, Edge e Christian —i quali continuarono a lottare in coppia — dichiararono di non volere più i servizi manageriali della Runnels, la quale diede uno schiaffo a Edge che la colpì con una spear.
La Runnels iniziò una rivalità con The Kat, che sconfisse in un catfight match a WrestleMania 2000. Dopo il match, The Kat attaccò la Runnels e le rimosse la tutina nera lasciandola con il perizoma esposto. The Kat sconfisse la Runnels nella rivincita in un arm wrestling a Insurrextion, e in un stink face match a SummerSlam.
La Runnels divenne la fidanzata di Perry Saturn, membro dei Radicalz. La relazione con Saturn continuò fino a quando Saturn, che aveva subìto un colpo alla testa durante un match, decise di vedere "Moppy" (un mocio che Saturn pensava fosse vivo) al posto della Runnels. Pertanto, divenne la manager di Raven, membro dell'Alliance, il quale aveva rubato il mocio di Saturn mettendolo in una cippatrice.

#### WWE Host e abbandono (2001–2004)
Verso la fine del 2001, prese il posto di Trish Stratus come conduttrice del programma televisivo della WWF, Excess. La Runnels iniziò una rivalità con la Stratus, che si concluse in un wet T-shirt contest a Raw. A partire da quel periodo, ricoprì il ruolo di intervistatrice di Raw lottando occasionalmente. Nella puntata di Raw del 27 maggio 2002, vinse l'Hardcore Championship sconfiggendo Steven Richards, per poi perderlo contro quest'ultimo.
Nel marzo 2004, la Runnels venne rilasciata dalla WWE. Nell'aprile 2015 in un'intervista con Vince Russo, la Runnels disse di aver avuto un incontro con i dirigenti della WWE Kevin Dunn e John Laurinaitis il 1º aprile, i quali le annunciarono di aver diviso le proprie strade.

### Altre apparizioni
La Runnels è riapparsa in WWE, insieme ad altre ex lottatrici e icone della federazione, il 22 gennaio 2018, durante lo speciale episodio dedicato al 25º anniversario di Raw.

## Personaggio

### Mosse finali
- Bronco buster
- Frankensteiner

### Soprannomi
- "The Horny Little She Devil"[28]

### Musiche d'ingresso
- "Pretty Mean Sisters" di Jim Johnston
- "Rings Of Saturn" di Jim Johnston
- "Electron" di Jim Johnston

### Wrestler a cui ha fatto da manager
- The York Foundation (Michael Wallstreet, Terrance Taylor, Richard Morton, Thomas Rich, Mr. Hughes)
- Nancy Benoit
- Goldust
- Terri
- Two Cool
- Team Xtreme
- Chris Jericho
- Rhyno
- Perry Saturn
- Radicalz
- Raven

## Titoli e riconoscimenti
World Wrestling Federation
- WWF Hardcore Championship (1)

Altri riconoscimenti
- Slammy Award for Best Couple (ed. 1997) - con Goldust